# 723 Hammonia
A 723 Hammonia (ideiglenes jelöléssel 1911 NB) a Naprendszer kisbolygóövében található aszteroida. Johann Palisa fedezte fel 1911. október 21-én.